# Low (eiland)
Low Island is een eiland van 14 km lang en 8 km breed in de Zuidelijke Oceaan (Antarctica). Van de Zuidelijke Shetlandeilanden ligt deze eiland het meest zuidelijk, ten zuidoosten van de nabijgelegen Smith en daarvan gescheiden door de Straat van Osmar (Osmar Strait).

## Benamingen
Het eiland Low op de coördinaten 63° 17′ ZB, 62° 9′ WL wordt zo genoemd vanwege zijn lage ligging, maar er is ook een theorie die stelt dat het eiland is vernoemd naar de Amerikaanse zeehondenjager en kapitein Edward Low, van het schip Esther. Low Island wordt door Argentinië Isla Baja genoemd en door Chili Isla Low. Het eiland heeft op diverse historische kaarten verschillende benamingen waaronder Jameson Island of Jamesons Island, naar een andere kapitein. Het eiland heeft op vier punten een naam gekregen: Cape Wallace in het noorden, Cape Hooker in het oosten, Cape Garry in het zuidwesten en Jameson Point in het westen.
In de wereld worden er meerdere eilanden met Low Island aangeduid zoals in Falklandeilanden, Queensland en Ontario onder andere.

## Geschiedenis
Het eiland komt voor het eerst op kaarten van diverse zeehondenjagers voor, vanaf 1820. De eilandengroep maakt volgens Verenigd Koninkrijk sinds 1908 deel uit van hun rijk, en zou vanaf 1962 deel uitmaken van het Brits Antarctisch Territorium. De claims van Chili en Argentinië zijn in 1940 respectievelijk 1943 gemaakt. Het gebied valt sinds 1959 onder het Verdrag inzake Antarctica.